# Lorenzo Mbiahou
Lorenzo Mbiahou Kemajou (* 5. September 1977 in Yaoundé, Kamerun; † 24. Juli 2014 in Gossi, Gourma-Rharous, Region Timbuktu, Mali) war ein kamerunisch-malischer Dokumentarfilmer, Bildender Künstler und Kameramann.

## Leben
Mbiahou machte seinen Abschluss am Lycée de Tsinga in Yaoundé, bevor er den Diplom-Studiengang Dokumentarfilm am Cinédoc Formation in Annecy belegte. 2005 drehte er seinen ersten Dokumentarfilm Aller Retour En Enfer über einen Niederländer in einem afrikanischen Gefängnis. Dieser hatte am 6. Juni 2005 auf dem Ecran Noirs im französischen Kulturzentrum in Yaoundé Premiere.
2011 drehte er als Co-Regisseur und Kameramann den Dokumentarfilm Tomo gemeinsam mit dem malischen Dokumentarfilmer Bakary Diallo. Tomo feierte ein Jahr später auf der Dak'art 2012 in Dakar Premiere. Im Juni 2014 wurde er für sein Werk Ngon Ju beim CinéSud Festival 2014 in Saint-Georges-de-Didonne im Département Charente-Maritime ausgezeichnet.
Mbiahou arbeitete von 2013 bis zu seinem Tod als Dokumentarfilmer und Kameramann für die französische Produktionsfirma VraiVrai Films in Rioux im  Département Charente-Maritime. Er lebte zudem eine Zeitlang in der französischsprachigen Schweiz und hatte neben der kamerunischen Staatsangehörigkeit auch den malischen Pass.

### Tod
Mbiahou starb am 24. Juli 2014 beim Absturz des Air-Algérie-Fluges AH5017 im malischen Gossi. Er war gemeinsam mit seinem ehemaligen Studienkollegen und Freund Bakary Diallo auf dem Weg zum AfricaDoc Festival in Bobo-Dioulasso in Burkina Faso.

## Filmografie
- 2005: Aller Retour En Enfer
- 2011: Tomo
- 2013: Ngon Ju